# Stiftsbasilika Herrieden

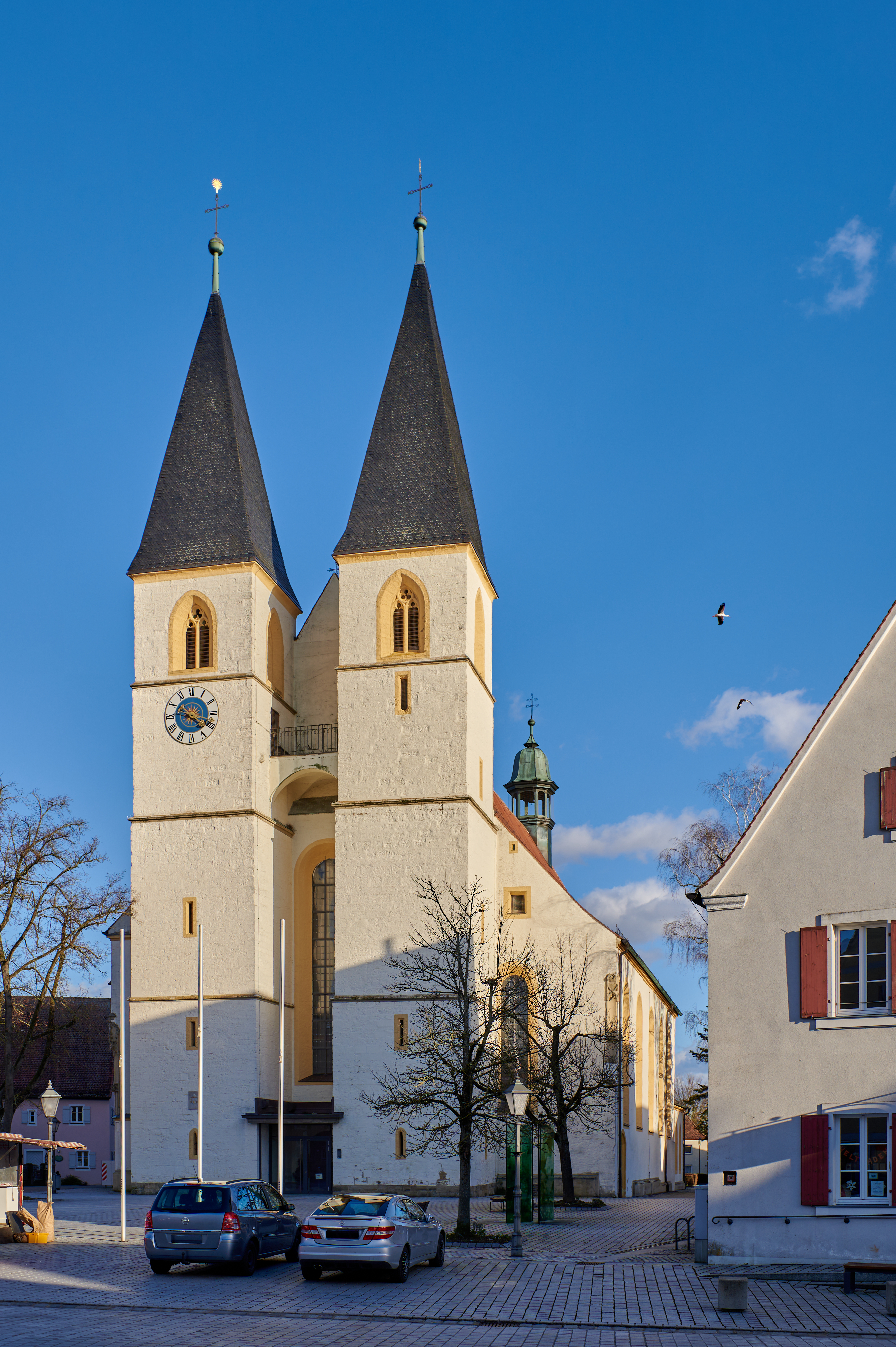
Frontansicht der Basilika

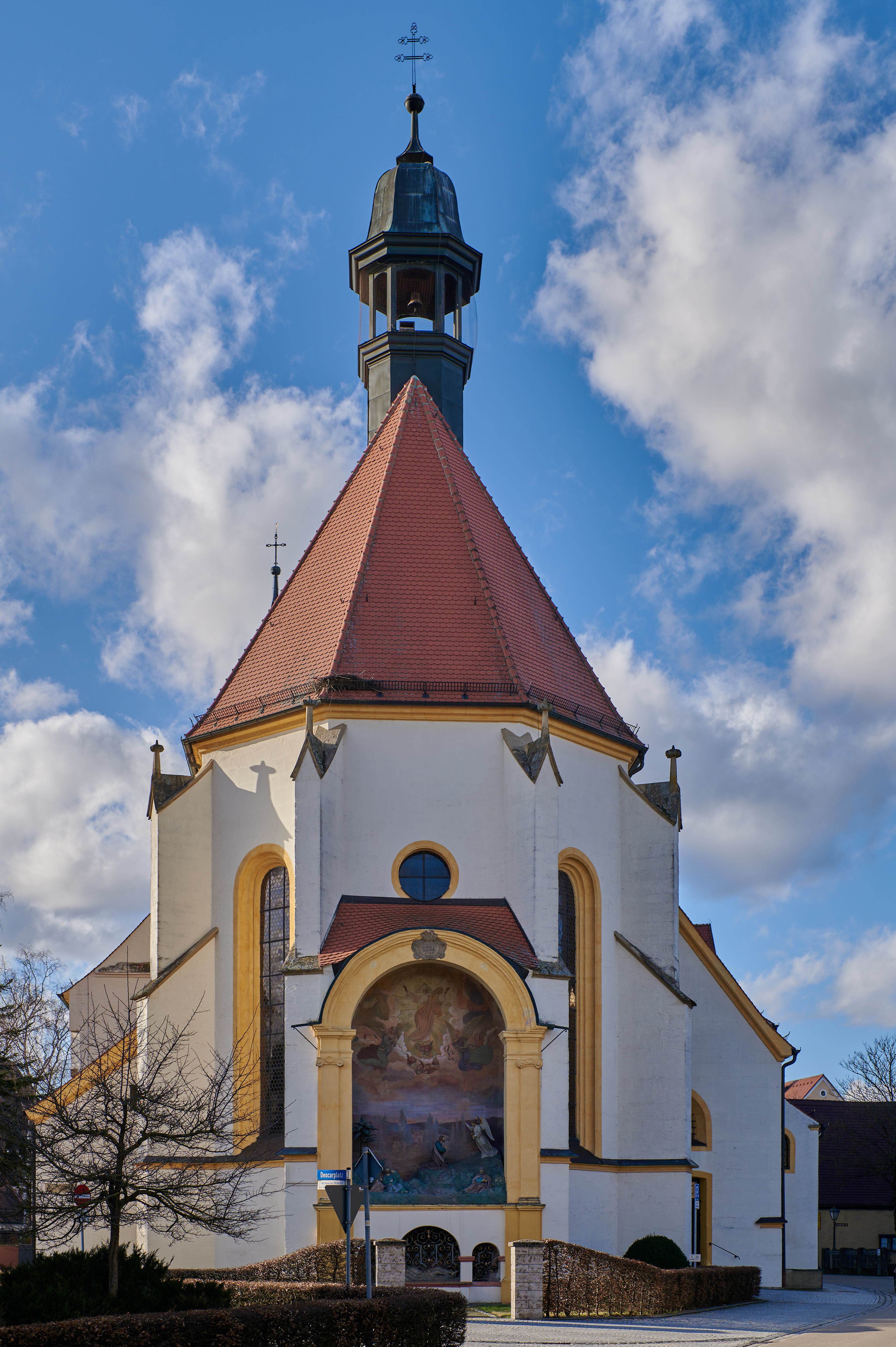
Chor der Basilika

Die Stiftskirche St. Vitus und Deocar ist eine von Papst Benedikt XVI. am 14. Juli 2010 zur Basilica minor erhobene Kirche in Herrieden, Bezirk Mittelfranken, Bayern. Sie ist neben der Franziskanerbasilika in Ingolstadt und der Wallfahrtsbasilika in Wemding eine von drei Basilicae minores des Bistums Eichstätt und die einzige in Mittelfranken.

## Baugeschichte
Die ursprüngliche Kirche wurde 1071 von Bischof Gundekar II. als Stiftskirche des Kollegiatstifts Herrieden geweiht. Die eng zusammen stehenden Kirchtürme wurden vermutlich Ende des 13./Anfang des 14. Jahrhunderts fertiggestellt und gehören stilistisch zur Frühgotik. Der erste Chor wurde ab 1340 errichtet, der heutige stammt aus der Zeit zwischen 1447 und 1461. Nach einem Stadtbrand 1490 wurde die Kirche zwischen 1502 und 1533 vergrößert und im spätgotischen Stil umgestaltet. Aus der gleichen Zeit stammen auch die beiden großen Kapellen der Kirche: die Peterskapelle an der Nordseite und die Nikolauskapelle. In den Jahren 1677 und 1683 wurde im Langhaus eine bemalte Holzdecke eingezogen.
Die barocke Umgestaltung der Kirche begann mit der Neugestaltung der Peterskapelle 1740 bis 1748. In den folgenden Jahren wurde das Langhaus eingewölbt und der Innenraum stuckiert. Der Großteil der barocken Innenausstattung stammt von Gabriel de Gabrieli. Um den Gläubigen einen ungehinderten Blick zum Chor zu verschaffen, wurde 1851 der Kreuzaltar entfernt und das Chorgitter von 1735 unter die Empore versetzt.
Restaurierungsarbeiten erfolgten 1878/79, 1947/48 (innen), 1968 (außen) und 1999 bis 2008 (Gesamtrenovierung).

## Raumwirkung
Im Gegensatz zum schlichten Außenbau präsentiert sich der Innenraum reich barockisiert. Im Chor erinnern das Rautennetzgewölbe und die von Stuck umgebenen Schlusssteine an den spätgotischen Ursprung. Den Chor dominieren vier große Leinwandgemälde aus dem 18. Jahrhundert, die die Geburt Christi, das letzte Abendmahl, die Auferstehung und die Aussendung des Heiligen Geistes darstellen.
Die Fresken des Langhauses stammen von Edmund Wiedemann und zeigen die Kirchenpatrone und Diözesanheiligen. Die Deckengemälde präsentieren das Martyrium des Hl. Vitus im Ölkessel, die Heilung eines Sohnes Kaiser Diokletians auf Fürbitte des hl. Vitus, die Krönung Mariens, den Besuch Kaiser Karls des Großen beim hl. Deocar und eine Krankenheilung auf dessen Fürbitte.
Weitere Gemälde finden sich an der Emporenbrüstung.

## Ausstattung

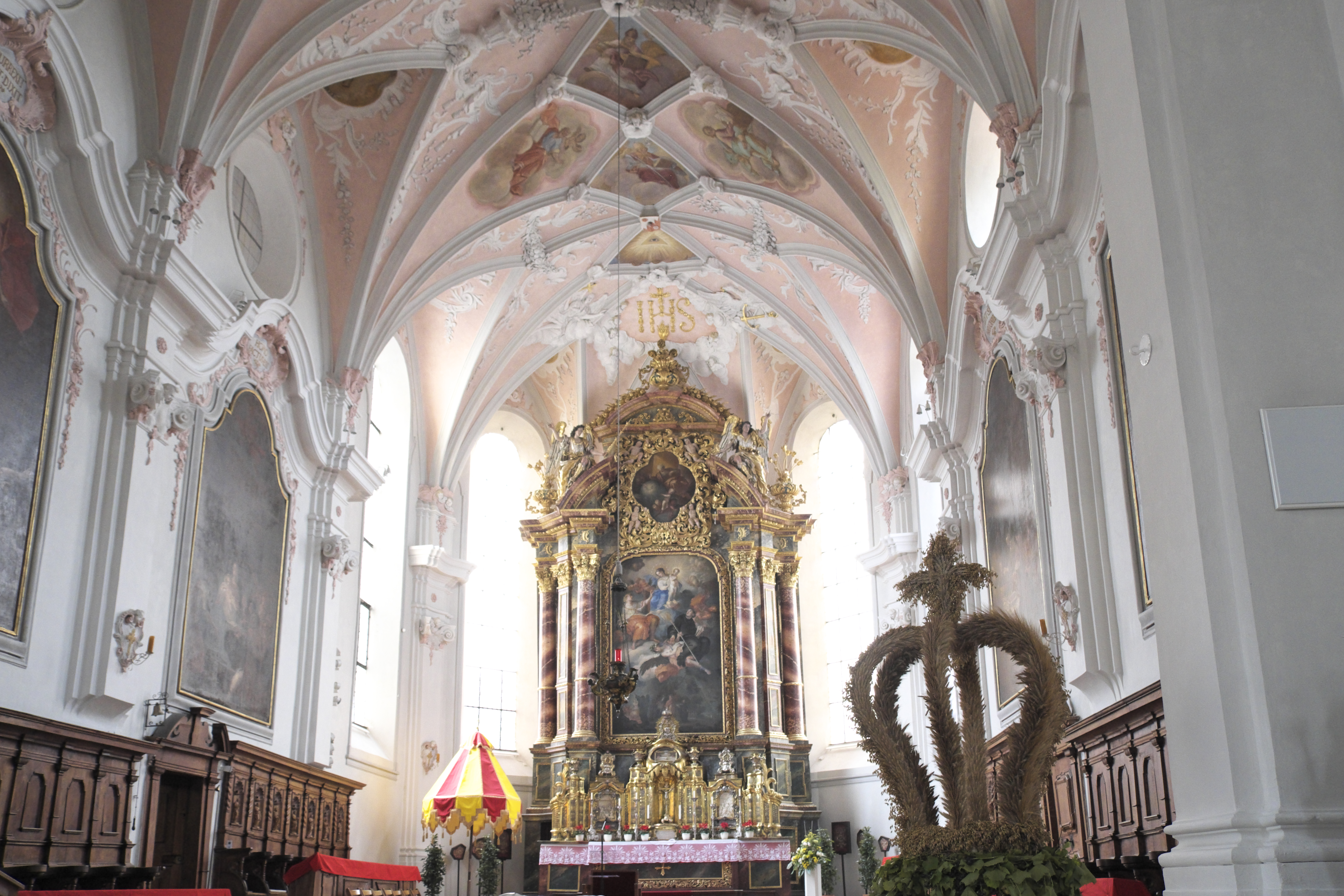
Hochaltar

Der barocke Hochaltar stammt von Hofbaudirektor Jakob Engel aus dem Jahre 1695. Das Altarblatt wurde von Johann Caspar Sing geschaffen.
Der Jesuitenaltar stammt von 1773/76 und zeigt Ignatius von Loyola, Franz Xaver und die japanischen Märtyrer.
Der zweite Seitenaltar (Pest-/Sebastiansaltar) befindet sich auf der gegenüber liegenden Seite.
Weitere Seitenaltäre im Mittelschiff sind der Dreikönigsaltar von 1770, der Willibaldsaltar von 1726 und der Altar des hl. Deocar aus der zweiten Hälfte des 18. Jahrhunderts.
Die barocke Kanzel stammt von Johannes Bernhard Koch aus den Jahren 1720/30 und besitzt vergoldete Ornamente.
Das Chorgestühl stammt aus der zweiten Hälfte des 15. Jahrhunderts und ist mit Apostel- und Prophetenstatuen verziert.
Die Anfang des 16. Jahrhunderts errichtete und 1882 neugotisch umgestaltete Basiliuskapelle enthält das Grab des hl. Deocars, das selbst von 1482 stammt.

## Orgel

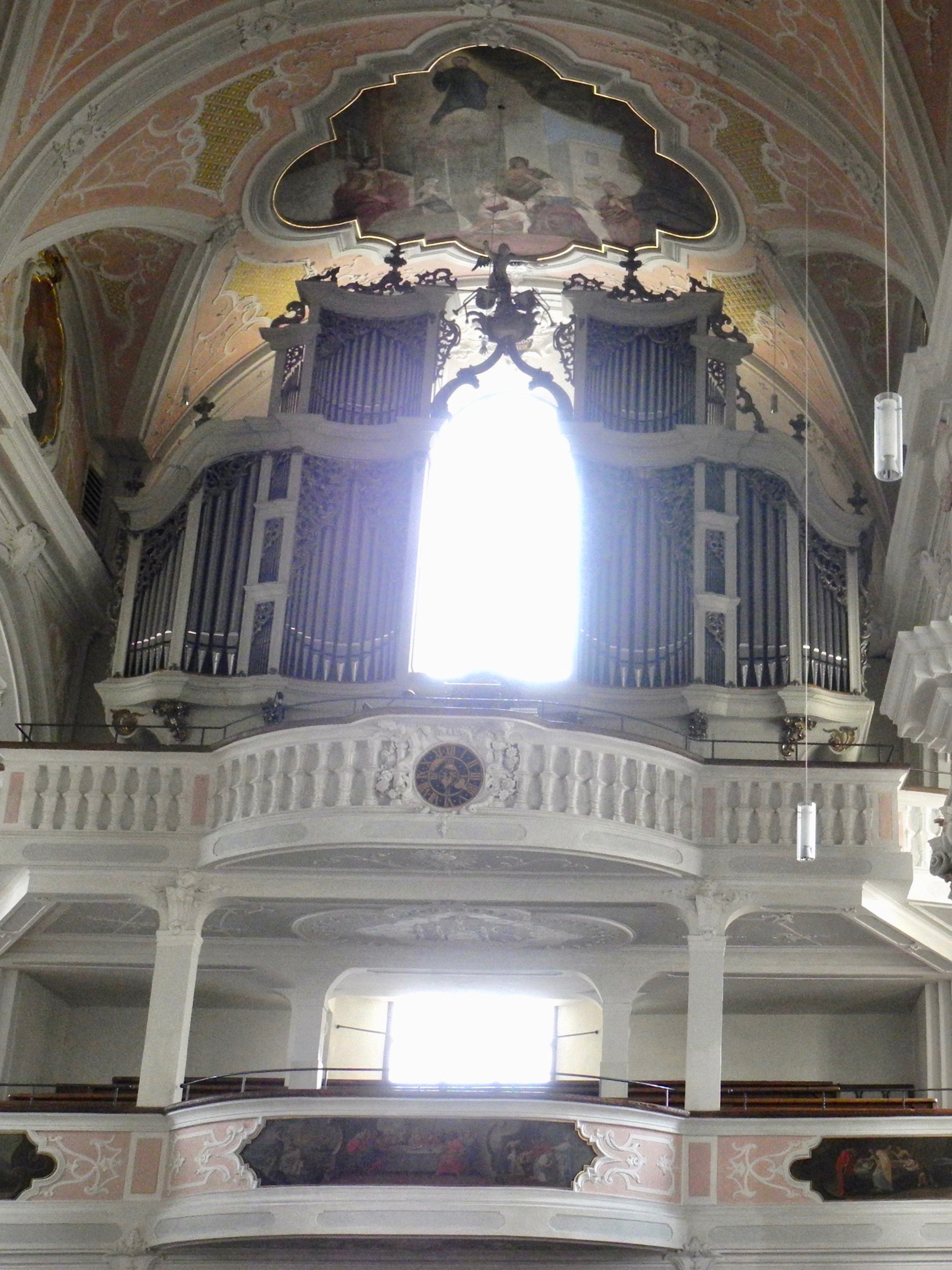
Orgelgehäuse von Georg Martin Gessinger

Die Orgel geht zurück auf ein Instrument, das im Jahr 1780 von dem Hof- und Landorgelmacher Georg Martin Gessinger aus Rothenburg ob der Tauber (1717–1791) errichtet wurde. Im Laufe der Zeit wurde das Orgelwerk mehrfach um- bzw. neu gebaut. Das heutige Orgelwerk wurde 1974 von der Firma Steinmeyer erbaut und 2008 um zwei Register erweitert. Das Schleifladen-Instrument hat heute 35 Register auf drei Manualen und Pedal.
| I Hauptwerk C–g3 |                 |        |     |
| 01.              | Bordun          | 16′    |     |
| 02.              | Prinzipal       | 08′    |     |
| 03.              | Holzflöte       | 08′    |     |
| 04.              | Oktave          | 04′    |     |
| 05.              | Rohrflöte       | 04′    |     |
| 06.              | Oktave          | 02′    |     |
| 07.              | Kornett III-V 0 | 08′    | (N) |
| 08.              | Mixtur V-VI     | 01 ⁄3′ |     |
| 09.              | Trompete        | 16′    | (N) |
| 10.              | Trompete        | 08′    |     |

| II Schwellwerk C–g3 |              |         |
| 11.                 | Gedeckt      | 08′     |
| 12.                 | Salicional   | 08′     |
| 13.                 | Blockflöte   | 04′     |
| 14.                 | Quinte       | 02 ⁄3′  |
| 15.                 | Prinzipal    | 02′     |
| 16.                 | Terz         | 01 3⁄5′ |
| 17.                 | Sifflet      | 01′     |
| 18.                 | Scharff IV 0 | 01′     |
| 19.                 | Dulzian      | 16′     |
| 20.                 | Oboe         | 08′     |
|                     | Tremulant    |         |

| III Kronpositiv C–g3 |              |       |
| 21.                  | Rohrflöte    | 8′    |
| 22.                  | Prinzipal    | 4′    |
| 23.                  | Spitzflöte   | 4′    |
| 24.                  | Gemshorn     | 2′    |
| 25.                  | Quinte       | 1 ⁄3′ |
| 26.                  | Zimbel III   | 1⁄2′  |
| 27.                  | Vox humana 0 | 8′    |
|                      | Tremulant    |       |

| Pedal C–f1 |                 |        |
| 28.        | Prinzipalbass 0 | 16′    |
| 29.        | Subbaß          | 16′    |
| 30.        | Oktave          | 08′    |
| 31.        | Gedecktbaß      | 08′    |
| 32.        | Choralbaß II    | 04′+2′ |
| 33.        | Hintersatz IV   | 02 ⁄3′ |
| 34.        | Posaune         | 16′    |
| 35.        | Trompete        | 04′    |

- Koppeln: II/I, III/I, III/II, I/P, II/P, III/P
- Spielhilfen: 4000-fache Setzeranlage
- Anmerkung:

(N) = neues Register (2008)

## Geläut
Die Stiftskirche verfügt über ein fünf-stimmiges Geläut. Die beiden tontiefsten Glocken stammen aus dem Jahr 1728 und hängen im Nordturm, die drei kleineren Glocken wurden 1980 gegossen und hängen im Südturm.